# Ben Bishop
Benjamin Manning "Ben" Bishop III (Denver, 21 novembre 1986) è un ex hockeista su ghiaccio statunitense professionista che giocava nel ruolo di portiere. Con i suoi 201 cm, è il portiere più alto ad aver mai giocato in NHL.

## Carriera
Comincia la sua carriera giovanile in NAHL con i Texas Tornado nella stagione 2004-2005, in cui vince la classifica vittorie con 35 gare vinte su 45 disputate; ottiene inoltre cinque shutout, e la sua media gol subiti (1,93) risulta la seconda migliore della lega. Conduce la squadra alla vittoria del National Championship e della Gold Cup. Nel 2005 si iscrive alla University of Maine, rimanendo con la squadra del college, che raggiunge le Frozen Four della stagione 2005-2006, sino al 2008.
Nel 2005 era stato selezionato all'NHL Entry Draft come 85ª scelta assoluta, venendo assegnato ai St. Louis Blues, con cui firmò un contratto professionistico l'11 marzo 2008. Giocò il finale della stagione 2007-2008 con la squadra affiliata in AHL dei Peoria Rivermen. All'inizio della stagione 2008-2009, precisamente il 19 ottobre 2008, fu convocato dalla prima squadra, esordendo così in NHL il 24 ottobre seguente, sostituendo l'infortunato Manny Legacé, in una gara contro i Los Angeles Kings. Scese in campo altre cinque volte, giocando la maggior parte della stagione con i Rivermen, con cui disputò tutta la stagione 2009-2010 e gran parte della 2010-2011.

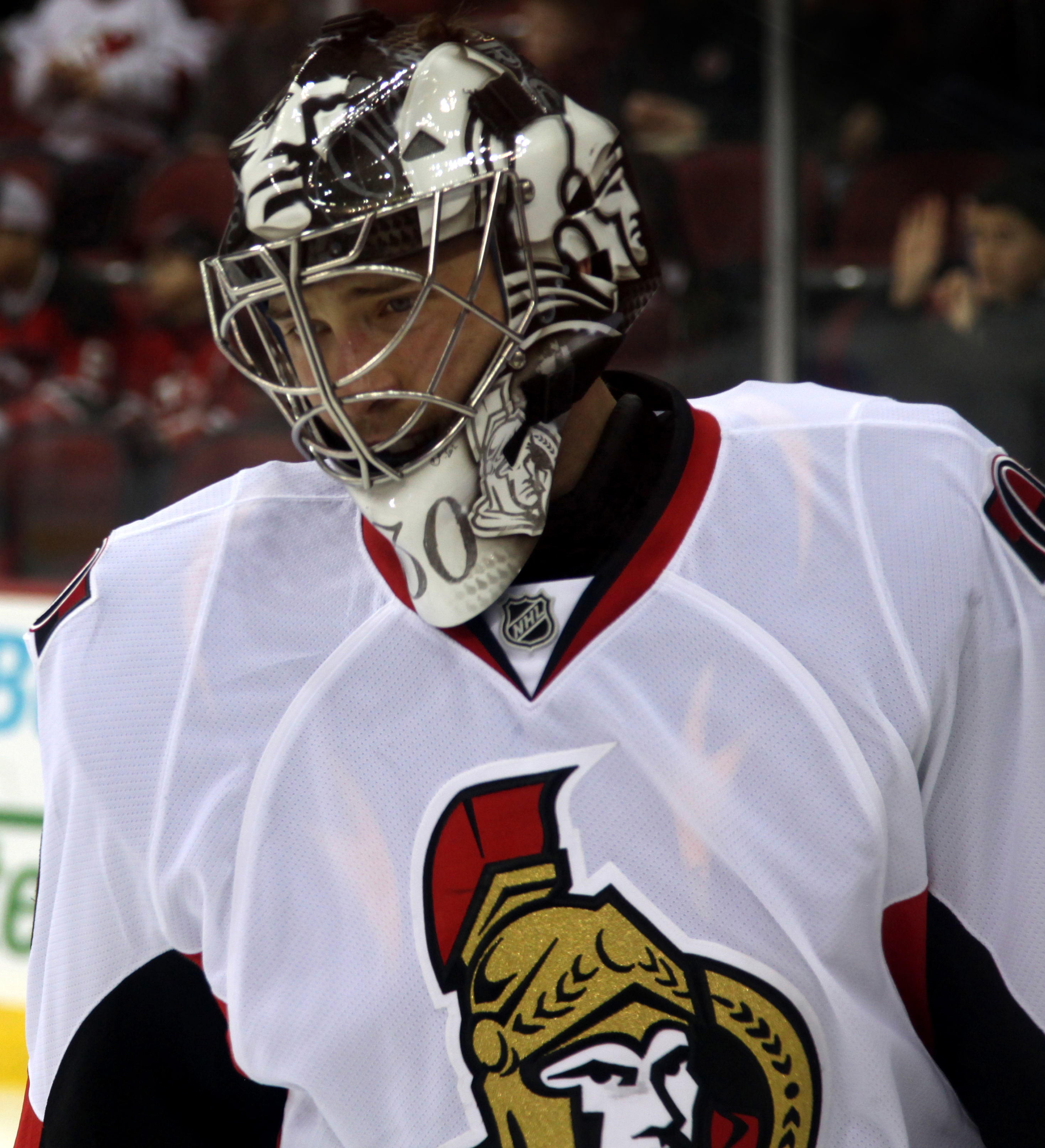
Ben Bishop con la maglia degli Ottawa Senators

Nel 2011 tornò a giocare in NHL dopo un'assenza di due anni e mezzo, grazie all'infortunio di Jaroslav Halák. Il 25 febbraio guadagnò il suo primo shutout nella lega, grazie al 5-0 inflitto agli Edmonton Oilers, gara in cui parò 39 tiri. Il 5 giugno rinnovò il suo contratto con i Blues per un anno, ma il 26 febbraio 2012 venne ceduto agli Ottawa Senators per una scelta nel secondo round del draft 2013. Al momento del trasferimento, Bishop era il miglior portiere della AHL, avendo ottenuto, in 38 gare, 24 vittorie e 6 shutout, mantenendo una media gol subiti del 2,26 ed una percentuale di parata del 92,8%. L'infortunio del titolare Craig Anderson gli permise di esordire, con la squadra canadese, il 26 marzo in una gara vinta per 7-3 con i Tampa Bay Lightning. Terminò il campionato con 3 vittorie in 10 gare giocate.
A causa del lock out, iniziò la stagione 2012-2013 con i Binghamton Senators, squadra della AHL affiliata agli Ottawa Senators, cui fece ritorno dopo la riapertura del campionato in gennaio. Un infortunio di Anderson gli permise di disputare 13 gare, ottenendo 8 vittorie ed uno shutout.
Il 3 aprile 2013, in vista dell'imminente ritorno di Anderson come titolare, Bishop venne ceduto ai Tampa Bay Lightning in cambio di Cory Conacher ed una scelta nel quarto round del draft. Nella stagione 2014-2015 si impose con un sorprendente record di 40 vittorie in 62 partite, conducendo poi la squadra della Florida in finale di Stanley Cup, dove vennero battuti dai Chicago Blackhawks. Il 17 ottobre 2015 superò Nikolai Khabibulin come primatista di vittorie in regular season nella storia dei Lightnings, raggiungendo quota 84 vittorie. A farne le spese furono i Buffalo Sabres, battuti per 2-1. Il 3 febbraio 2016 ottenne la sua centesima vittoria con la franchigia, sconfiggendo per 3-1 i Detroit Red Wings. Il 27 aprile venne candidato al Vezina Trophy, premio assegnato al miglior portiere della stagione, vinto poi da Braden Holtby.
Il 26 febbraio 2017 venne ceduto ai Los Angeles Kings in cambio di Peter Budaj, Erik Černák, una scelta nel settimo turno dell'NHL Entry Draft 2017 e una scelta condizionale nel secondo turno del medesimo draft. Il 9 maggio seguente, dopo soltanto sette apparizioni con i californiani, Bishop passò ai Dallas Stars per una scelta nel quarto turno dell'Entry Draft 2017.
A partire dal 2019 cominciò a soffrire di frequenti problemi alle ginocchia. A causa di questi infortuni e degli interventi chirurgici conseguenti, disputò solo tre incontri nei play-off 2019-2020, nei quali gli Stars persero la finale contro i Tampa Bay Lightning, e perse l'intera stagione 2020-2021. Durante la stagione 2021-2022 giocò solo un incontro con la maglia del farm team dei Texas Stars, prima di annunciare il suo ritiro il 14 dicembre 2021.

### Nazionale
Bishop fu convocato dalla nazionale statunitense per il mondiale 2010, in cui fu la riserva di Scott Clemmensen ed ottenne una presenza da subentrato. Tornò in nazionale per il mondiale 2013, in cui fu invece titolare, guadagnando 5 presenze e 3 vittorie, contribuendo alla vittoria della medaglia di bronzo.
Il 2 marzo 2016 Bishop venne scelto come parte del roster degli Stati Uniti per partecipare alla World Cup of Hockey 2016.